# 100077 Tertzakian
100077 Tertzakian è un asteroide della fascia principale. Scoperto nel 1992, presenta un'orbita caratterizzata da un semiasse maggiore pari a 2,6215155 UA e da un'eccentricità di 0,2108281, inclinata di 14,13987° rispetto all'eclittica.
L'asteroide è dedicato all'economista canadese Peter Tertzakian.